# François Gény
François Gény (Baccarat, 17 dicembre 1861 – Nancy, 16 dicembre 1959) è stato un giurista francese.
Docente presso l'Università di Nancy, introdusse il concetto di libera ricerca scientifica nell'interpretazione del diritto positivo.
Noto per la sua critica al metodo d'interpretazione basato unicamente sull'esegesi dei testi giuridici, Gény mostrò la forza creativa della consuetudine proponendo di lasciare ampio spazio alla libera ricerca scientifica nell'ambito dei metodi interpretativi.
La sua fiducia nella discrezione dei giudici per l'interpretazione della legge ebbe notevole influenza a livello europeo. Gény inoltre fu un sostenitore dell'importanza dei fattori economici e sociali ai fini dell'emissione delle sentenze.

## Biografia
François Gény era il quarto dei dodici figli di Alfred Gény e Marie-Eugénie Huin. Il nonno materno era un notaio; il nonno paterno, il commerciante Alexandre-Esprit Gény, contribuì ad influenzare tutta la famiglia con la spiritualità propria dei padri domenicani con i quali era in contatto, tanto che alcuni fratelli di François divennero dei religiosi.
François Gény studiò diritto a Nancy tra il 1878 ed il 1887 e pubblicò la tesi di dottorato nel 1885. Fino al 1889 insegnò il diritto romano ad Algeri, dove redasse le prime annotazioni a sentenze: attività cui si dedicò anche in seguito, "quasi a sottolineare il suo approccio tecnico, e non astratto, al diritto". Nel 1890 venne incaricato di un corso di diritto civile presso l'università di Digione, dove conobbe Raymond Saleilles, docente di diritto civile a Parigi, che si autoproclamava allievo di Savigny. Dalla filosofia giuridica del collega ed amico Saleilles, Gény riconobbe di essere stato in parte influenzato.
Nel 1894 sposò Antonie Busquet, da cui ebbe otto figli. Uno di questi venne ucciso al fronte durante la prima guerra mondiale.
A Digione insegnò diritto internazionale fino al 1900. Dal 1901 fino al 1931 fu titolare della cattedra di diritto civile a Nancy, dove dal 1919 al 1925 venne nominato preside della facoltà di diritto. Con tale titolo nel 1923 ristabilì l'insegnamento del diritto naturale, ribattezzandolo «Introduzione filosofica allo studio del diritto».
Tra le due guerre Gény continuò l'insegnamento a Nancy e l'annotazione di sentenze, cui aggiunse alcuni articoli e prefazioni. Gli ultimi contributi furono privi del vigore che aveva caratterizzato le opere maggiori.

### Impegno politico
Nel 1936 Gény, insieme ad altri giuristi di Nancy, prese parte al Gruppo nazionale lorenese (Rassemblement national lorrain, RNL), che contribuì a sostenere anche economicamente. L'associazione firmò due manifesti che invitavano i patrioti lorenesi a riunirsi per lottare contro il Front populaire.
Gény era difensore della Dichiarazione dei diritti dell'uomo, e si sforzava di renderla tecnicamente più efficace, come "freno agli eccessi possibili della legge scritta". Parallelamente difendeva i diritti individuali ed associativi contro il dirigismo dello Stato.

### Riconoscimenti e celebrazioni

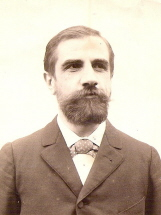
François Gény nel 1894

Dal 28 al 30 novembre 1934 venne celebrato il "giubileo universitario" di François Gény, decano onorario della Facoltà di diritto dell'Università di Nancy, cui parteciparono molti docenti ed allievi provenienti anche da altre facoltà e da altri Atenei. Nel corso della celebrazione venne consegnato a Gény il Recueil d'Études sur les sources du droit en honneur de François Gény, una raccolta di saggi scritti in suo onore da studiosi di tutto il mondo.
Sempre nel 1934 Gény fu insignito della Legion d'onore; in varie occasioni, inoltre, gli vennero conferite nove lauree honoris causa presso diverse università straniere: Groninga (1914), Lovanio (1927), Varsavia (1929), Bruxelles (1929), Ginevra (1930), Jassy (1934), Losanna (1935), Basilea (1936) ed Atene (1937).
Nel 1933 l'Accademia statunitense delle Arti e delle Scienze di Boston lo elesse membro straniero d'onore.
Nell'ottobre del 1962 si tenne un secondo festeggiamento in onore di Gény, a pochi anni dalla sua morte. A Gény vennero inoltre dedicati l'anfiteatro della Facoltà di diritto e di scienze economiche di Nancy, con una lapide commemorativa, e quello della Facoltà di diritto Jean Moulin Lyon III di Lione.
L'opera più nota di Gény, la Méthode d'interprétation et sources en droit privé positif (Metodo d'interpretazione e fonti del diritto privato positivo) ottenne un impatto da molti considerato rivoluzionario sulla cultura giuridica francese di fine Ottocento.

## La dottrina di Gény
Il nucleo della dottrina fu maturato fra il 1897 ed il 1924, e consegnato alle opere maggiori di Gény: la Méthode d‘interprétation et sources en droit privé positif (Metodo d'interpretazione e fonti del diritto privato positivo) e la Science et technique en droit privé positif (Scienza e tecnica del diritto privato positivo). Negli altri scritti, infatti, venivano ribaditi i concetti elaborati nelle opere maggiori.
Alcuni punti essenziali caratterizzavano la dottrina di Gény:
1. critica alle ristrettezze ed al dogmatismo del metodo esegetico, dominante nell'interpretazione giuridica coeva;
2. necessità di una "libera ricerca scientifica" per assicurare il completamento ed il progresso del diritto positivo;
3. esistenza di un "irriducibile" e trascendente diritto naturale;
4. operatività dello stesso diritto naturale, ricercato dalla scienza giuridica ed applicato dalla tecnica giuridica.[14]

### La teoria ermeneutica
A differenza di altri popoli, che conferivano ai giudici il potere di emendare e creare leggi, i francesi derivavano il diritto dalla convinzione rousseauiana, ripresa dai rivoluzionari, in base alla quale la legge è l'espressione della volontà generale (La loi est l'expression de la volonté générale). Tale convinzione in Francia impregnava il codice civile del 1804, dominato inoltre dall'autorità di Montesquieu, che aveva decretato come i giudici dovessero essere semplici portavoce della legge, derivando qualsiasi decisione da un ordine giuridico preesistente.
In tale contesto François Gény analizzò a fondo l'idea di un ordine preesistente, evidenziando come l'applicazione della legge portasse uno scollamento tra teoria e pratica. Gény individuò quindi un secondo tipo di fonti del diritto, affiancando alle fonti formali, autoritarie, ossia alla legge scritta, le direttive per l'interpretazione. Queste ultime, considerate fonti non autoritarie, comprendevano la tradizione e la libera ricerca scientifica, la libre recherche scientifique.
In particolare nella Méthode, "con una certa prudenza nella prima edizione (1899), con maturata convinzione nella seconda, più ampia, edizione (1919)", Gény propose il principio della libre recherche scientifique, ossia la "libertà per l'interprete di ricercare la soluzione più appropriata", quale "fonte sussidiaria, suppletiva", cui ricorrere unicamente "nel caso in cui il diritto positivo difetti".
La libera ricerca scientifica costituiva una metodologia alternativa al tradizionale metodo esegetico, basato sulla "pretesa sufficienza dell'ordinamento legale". Essa, "involgendo sia la teoria sia la pratica del diritto", consentiva di armonizzare i "principi di giustizia, suggeriti dalla coscienza e verificati dalla scienza, alle esigenze della vita sociale", rappresentando uno "sforzo di rifondazione ermeneutica".
Nella sua teoria ermeneutica Gény dimostrò l'inutilità e la pericolosità della ricerca ad ogni costo di soluzioni nella legge scritta, pur onorandone la superiorità; Gény riteneva preferibile "riconoscere le inevitabili lacune del sistema" per fornire all'interprete la facoltà di ricercare con i propri mezzi la "soluzione di diritto".
La prassi del legislatore propugnata da Gény prevedeva anzitutto la ricerca di una soluzione nel testo legale, ed un eventuale successivo ricorso alla consuetudine (la coutume); qualora né la legge né la consuetudine fossero in grado di fornire soluzioni, subentrava la libera ricerca, che l'interprete avrebbe dovuto condurre in maniera scientifica e non arbitraria. Gény trovò la "consacrazione ufficiale della sua teoria nella formula del Codice civile svizzero.
Nell'opera Science et technique en droit privé positif (Scienza e tecnica del diritto privato positivo), pubblicata dal 1914 al 1924, François Gény tentò di scoprire la fonte stessa dalla quale hanno origine principi e regole, ossia il diritto in se stesso (le droit en soi), e di raggiungerla "attraverso le strade unite della conoscenza e dell'azione".
Gény trovò infatti nella "distinzione tra scienza e tecnica il principio euristico del rinnovamento nella metodologia giuridica": la libre recherche diventava in tal modo "il punto di partenza di una investigazione".
Attraverso la ricerca scientifica Gény individuò i "quattro dati fondamentali" del diritto positivo: il dato reale (donné réel), il dato storico (donné historique), il dato razionale (donné rationnel) ed il dato ideale (donné idéal).
Il dato reale era costituito da realtà naturali quali il clima, il sentimento religioso, la costituzione anatomica e fisiologica; il dato storico era l'insieme di istituzioni, dottrine, precetti acquisiti dal passato ed entrati a far parte del patrimonio contemporaneo. Il dato razionale, il più importante nella teoria di Gény, era l'insieme dei precetti immutabili, necessari ed universali derivanti direttamente dalla natura umana. Il dato ideale, infine, era costituito dal complesso di aspirazioni umane, di credenze e di sentimenti che, pur non rappresentando un criterio universale a causa della soggettività, veniva comunque utilizzato come "strumento dello sviluppo giuridico".
Il diritto naturale necessitava poi di strumenti tecnici per entrare in contatto con la realtà sociale: i dati dovevano venire sostanziati attraverso l'elaborazione tecnica, "opera di volontà e non di conoscenza" dell'interprete, libero di adottare artifici da adeguare alle esigenze del momento, come pure di dismetterne l'utilizzo all'occorrenza, facendo appello al buon senso.
Al di sopra dei risultati dei dati oggettivi restava comunque la "prevalenza della legge positiva scritta", la cui "egemonia" era giustificata dal "mantenimento dell'ordine, 'principio superiore ad ogni altro'."
Nello scritto La laïcité du droit naturel Gény vedeva nel carattere "puramente laico" del diritto naturale la condizione indispensabile a ciò che egli definiva "il suo ruolo di regolatore di ogni organizzazione giuridica".

### Il linguaggio giuridico
Partendo dal presupposto della semi-artificialità del linguaggio giuridico, dal vocabolario e dalla sintassi basate sul linguaggio corrente ma da essi stessi trasformato, nella Science et technique Gény ne considerava il rigore assimilabile ai "simboli algebrici", unito alla duttilità necessaria "al gioco sottile e complicato della vita sociale".
In tal modo venivano equilibrati due obiettivi parzialmente opposti: cogliere la vita sociale nella sua complessità e nella sua instabilità, disciplinare questo dato nei riguardi dei principi giuridici in numero ridotto e dotati di una relativa stabilità.
Gény inoltre rilevò "l'impronta giuridica impressa ai termini tratti dal linguaggio corrente", considerando come il linguaggio giuridico fosse in grado di alterare i termini del linguaggio comune che esso stesso riprendeva, riducendone la polisemia, trattenendo soltanto uno dei significati possibili, o talvolta addirittura aggiungendo un significato nuovo.

### Le fonti
Molto distante dal pensiero di Kelsen, in generale Gény preferiva non basarsi su fonti autorevoli quali San Tommaso o Hobbes, malgrado la somiglianza fra le tesi. Lo stesso Locke veniva citato di sfuggita, mentre Gény si appoggiò ad autori meno noti quali il conte di Vareilles-Sommières per sostenere le proprie affermazioni.
Con Chamberlain Gény aveva in comune la tesi sulla pratica giurisprudenziale, giudicata strumento pratico da entrambi i pensatori, mentre Gény prese le distanze dai sistemi dell'Ecole sociologique (Scuola sociologica), pur accettando il metodo sociologico. A propria volta alcuni esponenti della Scuola sociologica furono tra i critici delle teorie di Gény.
Per fondare la propria teoria, Gény preferì ancorarsi alle metafisiche di filosofi estranei alla cultura giuridica, ispirandosi in particolare al pragmatismo di William James.
Fra le fonti del giusnaturalismo, fu soprattutto a Raymond Saleilles che Gény attribuì il "merito di avere offerto alla scienza giuridica un nuovo metodo", se pure approfondì maggiormente gli scritti di Jhering.
Nei confronti della filosofia del diritto italiana Gény prese invece le distanze, malgrado alcune affinità con Del Vecchio e con Ravà.

## Opere
- Essai critique sur la méthode d'interprétation juridique en vue d'une orientation nouvelle des études de droit privé
- Université de Dijon, Revue bourguignonne de l'enseignement supérieur, 1897 (tomo VII) e 1898 (tomo VIII)
- Méthode d‘interprétation et sources en droit privé positif: essai critique, 1899 (con prefazione di Raymond Saleilles)
- La technique législative dans la codification civile moderne dans le code civil. Volume per il centenario, 1904, pp. 989–1038
- Les procédés d'élaboration du droit civil dans les méthodes juridiques, 1910, pp. 173–196
- Des droits sur les lettres missives principalement en vue du système positif français; essai d'application d'une méthode critique d'interprétation, 1911, 2 vol.
- Méthode d'interprétation et sources en droit privé positif, 1919, seconda edizione in due volumi
- Science et technique en droit privé positif: nouvelle contribution à la critique de la méthode juridique, 4 tomi pubblicati tra il 1914 ed il 1924
- La notion de droit en France, in Archives de philosophie du droit de sociologie juridique, 1931
- La laïcité du droit naturel, in Archives de philosophie du droit de sociologie juridique, 1933
- Justice et force: pour l'intégration de la force dans le droit, in Etudes à la mémoire d'H. Capitant, 1938, pp. 241–257
- Evolution contemporaine de la pensée juridique dans la doctrine française, in Etudes offertes à G. Ripert, 1950, tomo I, pp. 3–8
- Ultima verba, 1951